# Eduardo Sepúlveda Muñoz
Eduardo Julio Magno Sepúlveda Muñoz  (Tocopilla, 1 de enero de 1930-La Serena, 24 de marzo de 2020) fue un abogado, periodista, docente y político chileno.

## Biografía
Nació en Tocopilla el 1° de enero de 1930. Hijo de Eduardo Sepúlveda Whittle y Dominga Muñoz Leiva. Se casó con Marta Viera Sánchez y tuvieron cinco hijos.
Realizó sus estudios primarios y secundarios en los colegios San Luis de Antofagasta, el Liceo de Iquique, los Salesianos de Valparaíso, el Seminario de La Serena y el Liceo Co-Educacional de Arica. Finalizada su etapa escolar, ingresó a la Universidad Católica de Santiago y posteriormente, a la Universidad Católica de Valparaíso donde concluyó su carrera de Derecho. Se tituló de abogado en 1958 con la tesis "Medidas de seguridad en Derecho Penal". Más adelante, se incorporó a la Universidad de Chile donde efectuó cursos especiales de periodismo. También realizó estudios de Cooperativismo en Israel.
En el ámbito laboral desarrolló diversas actividades. Por un lado, se entregó a la labor docente al ejercer como profesor de Derecho del Trabajo en el Instituto Técnico de la Universidad Católica de Valparaíso. Por otra parte, trabajó como secretario y Juez del Segundo Juzgado de Policía Local de Valparaíso. En su calidad de periodista, fue prosecretario general y director de la Universidad Católica de Valparaíso Televisión entre 1958 a 1962. Asimismo, creó el diario "Adelante", órgano de la Federación de Estudiantes de la Universidad Católica, donde se desempeñó como jefe de redacción entre 1950 y 1953. También trabajó como corresponsal de la Sociedad de Publicaciones El Tarapacá de Iquique entre 1946 y 1948 y fue director de la Audición "Aquí está la UC" entre 1951 y 1952. Fue profesor en los cursos especiales de periodismo de la Escuela de Verano.
Debido a su interés por impulsar el crecimiento de las universidades colaboró en la fundación del Primer Departamento de Bienestar Estudiantil Universitario de la Universidad Católica de Santiago en 1950. También fue el propulsor del Pensionado Universitario "Monseñor Carlos Casanueva", donde se instaló como dirigente y presidente entre 1950 y 1953.

### Carrera política
Como dirigente estudiantil secundario y universitario fue vicepresidente de la Federación de Estudiantes de la Universidad Católica de Santiago; presidente del Centro de Derecho de la Universidad Católica de Valparaíso; y en representación de las universidades, fue elegido delegado ante la Confederación Nacional de Estudiantes Universitarios.
Ingresó a la Falange Nacional en 1947 y en 1957, se integró al Partido Demócrata Cristiano donde asumió como jefe de los profesionales en Valparaíso entre 1960 y 1964. En esa fecha, también fue el organizador del Congreso de Profesionales Demócrata Cristianos.
En las elecciones parlamentarias de 1965 fue elegido diputado por la Sexta Agrupación Departamental "Valparaíso y Quillota", período 1965 a 1969.  Integró la Comisión Permanente de Economía y Comercio.
En elecciones parlamentarias de 1969 fue reelecto diputado, por la Sexta Agrupación Departamental "Valparaíso, Quillota e Isla de Pascua", período 1969 a 1973. Integró la Comisión Permanente de Economía, Fomento y Reconstrucción.
No fue reelecto en las elecciones parlamentarias de 1973.

## Historial electoral

### Elecciones parlamentarias de 1973
- Diputado por la Sexta Agrupación Departamental (Valparaíso, Quillota e Isla de Pascua)